# Список музеев Ростовской области
В списке указаны музеи, находящиеся на территории Ростовской области Российской Федерации.

## Список музеев
| №  | Наименование музея                                                                             | Местонахождение                                   | Изображение | Примечания |
| -- | ---------------------------------------------------------------------------------------------- | ------------------------------------------------- | ----------- | --- |
| 1  | Азовский историко-археологический и палеонтологический музей-заповедник                        | город Азов                                        |             | |
| 2  | Аксайский военно-исторический музей                                                            | город Аксай                                       |             | |
| 3  | Археологический музей-заповедник «Танаис»                                                      | хутор Недвиговка, Мясниковский район              |             | |
| 4  | Батайский музей истории                                                                        | город Батайск                                     |             | |
| 5  | Белокалитвинский историко-краеведческий музей                                                  | город Белая Калитва                               |             | |
| 6  | Боковский районный краеведческий музей                                                         | станица Боковская, Боковский район                |             | |
| 7  | Военно-исторический комплекс имени Н. Д. Гулаева                                               | город Аксай                                       |             | Находится на территории природоохранного заповедника областного значения «Мухина балка». |
| 8  | Волгодонский художественный музей                                                              | город Волгодонск                                  |             | |
| 9  | Волгодонский эколого-исторический музей                                                        | город Волгодонск                                  |             | |
| 10 | Государственный музей-заповедник М. А. Шолохова                                                | станица Вёшенская, Шолоховский район              |             | |
| 11 | Гуковский музей шахтёрского труда имени Л.И. Микулина                                          | город Гуково                                      |             | |
| 12 | Дом-музей С. М. Будённого                                                                      | станица Будённовская, Пролетарский район          |             | |
| 13 | Дом-музей М. Б. Грекова                                                                        | город Новочеркасск                                |             | |
| 14 | Дом-музей В. А. Закруткина                                                                     | станица Кочетовская, Семикаракорский район        |             | Является структурным подразделением Семикаракорского историко-краеведческого музея. |
| 15 | Дом-музей И. И. Крылова                                                                        | город Новочеркасск                                |             | |
| 16 | Донецкий историко-краеведческий музей                                                          | город Донецк                                      |             | |
| 17 | Донской военно-исторический музей                                                              | город Ростов-на-Дону и хутор Недвиговка           |             | |
| 18 | Донской музей МЧС                                                                              | город Ростов-на-Дону                              |             | Адрес: переулок Доломановский, 132Б. |
| 19 | Естественнонаучный музей Южного федерального университета                                      | город Ростов-на-Дону                              |             | Находится на химическом факультете ЮФУ. |
| 20 | Жуковский районный музей краеведения                                                           | станица Жуковская, Дубовский район                |             | |
| 21 | Историко-краеведческий музей Песчанокопского района                                            | село Песчанокопское, Песчанокопский район         |             | |
| 22 | Историко-краеведческий музей (Таганрог)                                                        | город Таганрог                                    |             | Филиал Таганрогского государственного литературного и историко-архитектурного музея-заповедника. |
| 23 | Каменский музей декоративно-прикладного искусства и народного творчества                       | город Каменск-Шахтинский                          |             | |
| 24 | Кашарский музей истории и краеведения                                                          | слобода Кашары, Кашарский район                   |             | |
| 25 | Краеведческий музей Октябрьского района Ростовской области                                     | посёлок Каменоломни, Октябрьский район            |             | |
| 26 | Краеведческий музей школы № 1 (Донецк)                                                         | город Донецк                                      |             | |
| 27 | Литературный музей А. П. Чехова                                                                | город Таганрог                                    |             | Бывшая Таганрогская мужская гимназия. Входит в состав Таганрогского государственного литературного и историко-архитектурного музея-заповедника. |
| 28 | Мартыновский районный краеведческий музей имени Карпенко                                       | слобода Большая Мартыновка, Мартыновский район    |             | |
| 29 | Матвеево-Курганский краеведческий музей                                                        | посёлок Матвеев Курган, Матвеево-Курганский район |             | |
| 30 | Миллеровский краеведческий музей                                                               | город Миллерово                                   |             | |
| 31 | Морозовский краеведческий музей                                                                | город Морозовск                                   |             | |
| 32 | Музей 13 Героев Советского Союза                                                               | хутор Красновка, Тарасовский район                |             | |
| 33 | Музей И. Д. Василенко                                                                          | город Таганрог                                    |             | Входит в состав Таганрогского государственного литературного и историко-архитектурного музея-заповедника. |
| 34 | Музей А. А. Дурова                                                                             | город Таганрог                                    |             | Входит в состав Таганрогского государственного литературного и историко-архитектурного музея-заповедника. |
| 35 | Музей истории виноградарства и виноделия                                                       | город Новочеркасск                                |             | Создан при Всероссийском научно-исследовательском институте виноградарства и виноделия. |
| 36 | Музей градостроительства и быта                                                                | город Таганрог                                    |             | Входит в состав Таганрогского государственного литературного и историко-архитектурного музея-заповедника. |
| 37 | Музей истории развития связи на Дону                                                           | город Ростов-на-Дону                              |             | |
| 38 | Музей истории Шахтинской милиции                                                               | город Шахты                                       |             | |
| 39 | Музей краеведения Волгодонского района                                                         | станица Романовская, Волгодонской район           |             | |
| 40 | Музей «Легенды СССР»                                                                           | город Каменск-Шахтинский                          |             | Частный музей с одноимённым отелем на автомобильной трассе М-4 Дон. |
| 41 | Музей русско-армянской дружбы                                                                  | город Ростов-на-Дону                              |             | |
| 42 | Музей Северо-Кавказской железной дороги                                                        | город Ростов-на-Дону                              |             | Расположен на железнодорожной станции Гниловская. |
| 43 | Музей села Крым                                                                                | село Крым, Мясниковский район                     |             | |
| 44 | Музей современного изобразительного искусства                                                  | город Ростов-на-Дону                              |             | |
| 45 | Музей Фаины Раневской                                                                          | город Таганрог                                    |             | |
| 46 | Народный военно-исторический музейный комплекс Великой Отечественной войны «Самбекские высоты» | село Самбек, Неклиновский район                   |             | Самый крупный в регионе. Включает в себя: Мемориал славы «Героям прорыва Миус-фронта и освобождения города Таганрога», Донской военно-исторический музей, ИВЦ, Интерактивную площадку «Прорыв», Аллею памяти, воинское захоронение, Сад Победы, парк «Самбек». Входит в состав Таганрогского государственного литературного и историко-архитектурного музея-заповедника. |
| 47 | Новочеркасский музей истории Донского казачества                                               | город Новочеркасск                                |             | |
| 48 | Новошахтинский историко-краеведческий музей                                                    | город Новошахтинск                                |             | |
| 49 | Обливский краеведческий музей                                                                  | станица Обливская, Обливский район                |             | |
| 50 | Раздорский этнографический музей-заповедник                                                    | станица Раздорская, Усть-Донецкий район           |             | |
| 51 | Ростовский областной музей изобразительных искусств                                            | город Ростов-на-Дону                              |             | |
| 52 | Ростовский областной музей краеведения                                                         | город Ростов-на-Дону                              |             | |
| 53 | Ростовский музей космонавтики                                                                  | город Ростов-на-Дону                              |             | |
| 54 | Сальский музей имени народного художника В. К. Нечитайло                                       | город Сальск                                      |             | |
| 55 | Семикаракорский историко-краеведческий музей                                                   | город Семикаракорск                               |             | |
| 56 | Старочеркасский историко-архитектурный музей-заповедник                                        | станица Старочеркасская, Аксайский район          |             | |
| 57 | Таганрогский военно-исторический музей                                                         | город Таганрог                                    |             | |
| 58 | Таганрогский государственный литературный и историко-архитектурный музей-заповедник            | город Таганрог                                    |             | |
| 59 | Таганрогский музей авиационной техники                                                         | город Таганрог                                    |             | |
| 60 | Таганрогский политехнический музей                                                             | город Таганрог                                    |             | Расположен на территории ТТИ ЮФУ. |
| 61 | Таганрогский художественный музей                                                              | город Таганрог                                    |             | |
| 62 | Тацинский историко-краеведческий музей                                                         | станица Тацинская, Тацинский район                |             | |
| 63 | Цимлянский районный краеведческий музей                                                        | город Цимлянск, Цимлянский район                  |             | |
| 64 | Шахтинский краеведческий музей                                                                 | город Шахты                                       |             | Здание музея является памятником архитектуры конца XIX века. |